# Parlamentswahl in Nordzypern 1985
- TKP: 10
- CTP: 12
- UBP: 24
- TBP: 4

Die Parlamentswahlen in Nordzypern fanden am 23. Juni 1985 statt.
Es waren die ersten Parlamentswahlen in der Türkischen Republik Nordzypern. Dies war auch die erste Parlamentswahl, die nicht parallel zu einer Präsidentschaftswahl abgehalten wurde. Bei der Präsidentschaftswahl am 9. Juni 1985 gewann erneut Rauf Denktaş mit über 70 %.
Zu den Parlamentswahlen traten insgesamt sieben Parteien an. Nach der Wahl kam es zu einer Koalition zwischen der UBP und TKP.

## Ergebnis
| Ulusal Birlik Partisi (UBP, nationalkonservativ)    | 546.582   | 36,74 | 24 | +6  |
| Cumhuriyetçi Türk Partisi (CTP, sozialdemokratisch) | 317.843   | 21,37 | 12 | +7  |
| Toplumcu Kurtuluş Partisi (TKP, Mitte-links)        | 235.720   | 15,85 | 10 | −3  |
| Yeni Doğuş Partisi (YDP, nationalistisch)           | 130.307   | 8,76  | 4  | +3  |
| Demokratik Halk Partisi (DHP, Mitte-links)          | 110.549   | 7,43  | 0  | −3  |
| Toplumsal Atılım Partisi (TKP, Mitte-rechts)        | 90.460    | 6,08  | 0  | ±0  |
| Sosyal Demokrat Parti (SDP, sozialdemokratisch)     | 56.076    | 3,77  | 0  | ±0  |
| insgesamt                                           | 1.487.537 | 100   | 50 | +10 |
| Wahlberechtigte/Wahlbeteiligung                     | 95.124    | 87,44 | –  | –   |
| Quelle: YSK                                         |           |       |    |     |